# Seilstatik

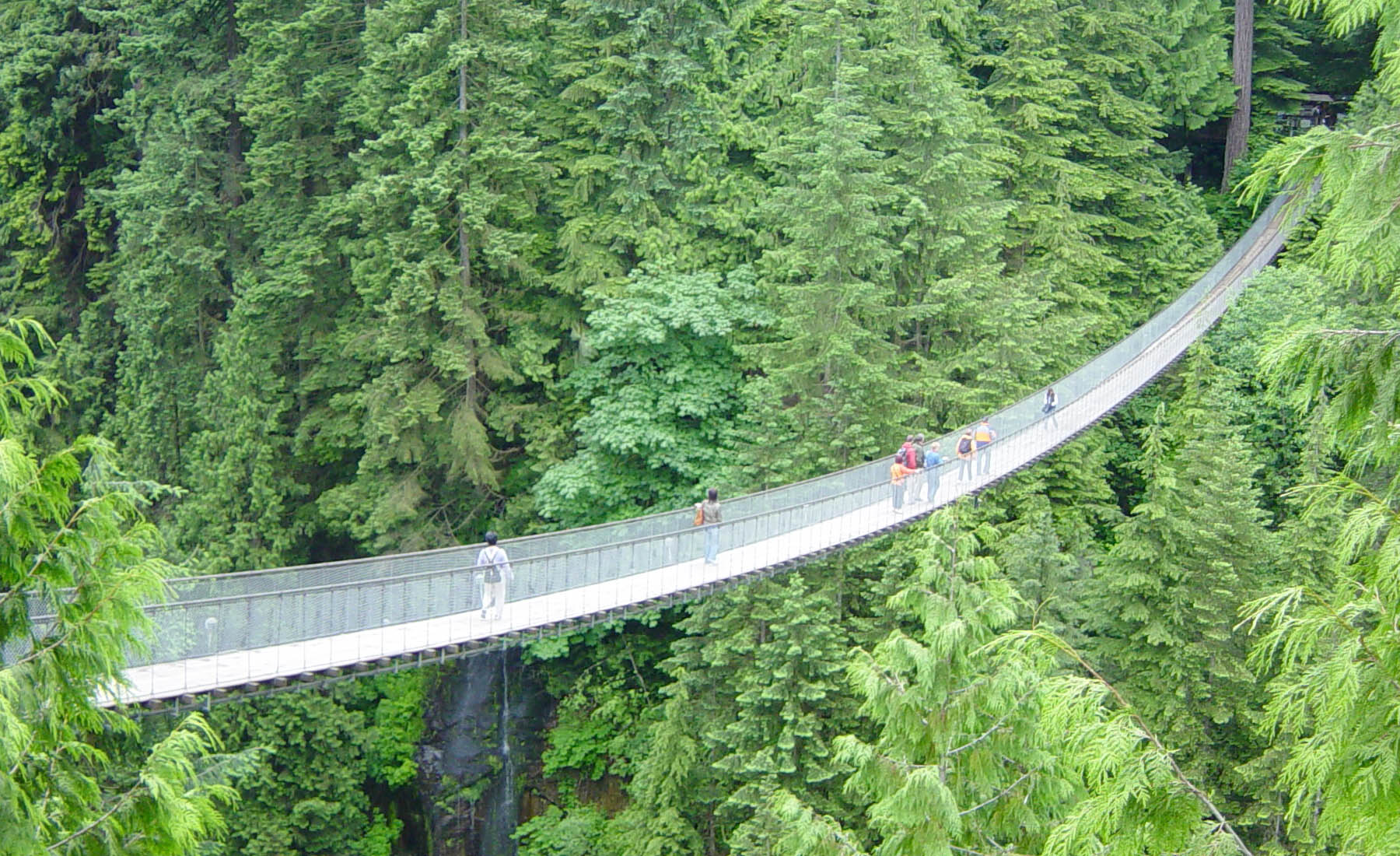
Die Auslegung von Hängebrücken, wie die Capilano Hängebrücke, geschieht mit Mitteln der Seilstatik.

Die Seilstatik (engl. rope statics) ist ein Fachgebiet der technischen Mechanik, das sich mit der Statik von Seilen oder seilähnlichen Strukturen wie Ketten befasst. Deren Verhalten unter statischen Belastungen, die aus Einzelkräften, Streckenlasten oder der Gewichtskraft bestehen, ist Gegenstand der Seilstatik. Auch Windlasten können bedeutsam sein, was der Einsturz der Tacoma-Narrows-Brücke 1940 zeigte.
Anwendung findet die Seilstatik beispielsweise bei Seilbahnen, Kabelkränen, Frei- oder Oberleitungen und Hängebrücken.

## Eigenschaften der Seile

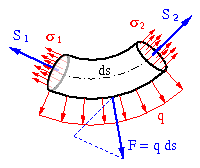
Stück eines mit einer Streckenlast q belasteten Seils (schwarz) mit mechanischen Spannungen σ_{1,2} und resultierenden Seilkräften S_{1,2}.

In der Modellvorstellung der Seilstatik sind Seile biegeschlaff und dehnstarr.:157:168 Alle Strukturen, bei denen diese Annahmen in guter Näherung zutreffen, werden idealisiert und zusammenfassend als „Seile“ bezeichnet.
Biegeschlaffheit bedeutet, dass Seile ausschließlich Zugkräfte übertragen können, die wie im Bild tangential zur Seillinie sind. Im Seil wirken einzig und allein über seinen Querschnitt verteilte Normalspannungen (σ1,2, rot), deren Summe, die inneren Kräfte S1,2 (blau), senkrecht auf dem Querschnitt tangential zu den Seilfasern (schwarz strichpunktiert) wirken. Ausgeschlossen ist demnach die Einprägung von scherenden Querkräften, Biege- und Torsionsmomenten.
Dehnstarrheit bedeutet, dass die Längenänderung des Seils unter Belastung vernachlässigt oder als unbedeutend klein angenommen wird. Allerdings gilt dies nur für Zugkräfte, stauchende Druckkräfte können Seile in axialer Richtung nicht aufnehmen. Aus Gründen der Vereinfachung werden Seile oft als dehnstarr angenommen, jedoch gibt es auch Beispiele, bei denen die elastische Seildehnung eine nicht unwesentliche Rolle spielt. In diesen Fällen werden Seile als dehnbar angenommen.
Der in Seilen vorliegende scherungsfreie Spannungszustand nutzt das Tragverhalten von zugfesten Materialien optimal aus. So liefern die in der Seilstatik ermittelten Seillinien optimale Bauformen für Bögen – Stützlinien – unter der gegebenen Belastung.

## Allgemeines
Auch wenn Seile keine Querkräfte übertragen können, die mit einer Scherung einhergehen, so können gespannte Seile doch quer zum Seil wirkende Lasten aufnehmen, in Zugkräfte umwandeln und an den Seilaufhängepunkten abtragen, siehe Bild.

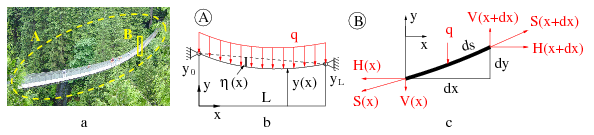
a: Hängebrücke, b: Lageplan der Brücke, c: Freischnitt eines Seilstücks

Der Bildteil a zeigt eine ein Tal überspannende Hängebrücke. Der Bildteil b ist der zur Brücke gehörende Lageplan mit angreifenden Kräften und Maßen. Während die Funktion y(x) die Seillinie definiert, steht η(x) für die Durchhangkurve, die den vertikalen Abstand zwischen dem Seil und der Verbindungslinie der Aufhängepunkte angibt. Bildteil c stellt ein freigeschnittenes Stück des Tragseils dar. Zu sehen ist die Seilkraft S und ihre Horizontal- und Vertikalkomponenten H bzw. V, jeweils am positiven rechten und negativen linken Schnittufer, sowie Maße des (infinitesimal) kleinen Seilstücks.

### Seillinie
Aus Bildteil c kann die allgemeine Bestimmungsgleichung für die Seillinie abgeleitet werden. Wenn die Streckenlast q wie im Bild nur in vertikaler Richtung wirkt, ergibt das Gleichgewicht in x-Richtung: H(x+dx) − H(x) = 0. Das hat zur Konsequenz:
```
Wenn die Streckenlast q nur in vertikaler Richtung wirkt, dann ist die Horizontalkomponente H der Seilkraft konstant.
```

Weil die Belastung durch Eigengewicht und andere Gewichtskräfte am weitesten verbreitet ist, wird im Folgenden eine in vertikaler Richtung wirkende Belastung angenommen.
Aus dem Gleichgewicht in y-Richtung ergibt sich:
{\displaystyle {\mathsf {V(x+dx)-V(x)-q(x)dx=0\quad \rightarrow \quad V'(x):=\lim \limits _{dx\to 0}{\frac {V(x+dx)-V(x)}{dx}}=q(x).}}}
Weil die Seilkraft überall tangential zur Seillinie arbeitet, lässt sich die Steigung der Seillinie auch mit den Kraftkomponenten ausdrücken:
{\displaystyle {\mathsf {y'={\frac {V}{H}}\quad \rightarrow \quad y''={\frac {V'}{H}}={\frac {q}{H}}.}}}

Die rote Linie kennzeichnet die Tiefpunkte bei unterschiedlich stark gespanntem Seil.

Zweimalige Integration liefert die Seillinie:
{\displaystyle {\begin{aligned}&{\mathsf {y'(x)={\frac {1}{H}}\int _{0}^{x}q(\xi )\,d\xi +C_{1}}}\\&{\mathsf {\rightarrow \quad y(x)={\frac {1}{H}}\int _{0}^{x}\int _{0}^{\xi }q(\chi )\,d\chi \,d\xi +C_{1}x+C_{0}}}\end{aligned}}}
Die Durchhangkurve η(x) ist die Differenz zwischen der Seillinie und der Geraden zwischen den Aufhängepunkten:
{\displaystyle {\mathsf {\eta (x)=y(x)-{\frac {y_{L}-y_{0}}{L}}x-y_{0}\quad \rightarrow \quad \eta (0)=\eta (L)=0.}}}
Darin ist y0 die Höhe des Lagers bei x = 0 und yL die Höhe des Lagers bei x = L. Der maximale Durchhang ist bei
{\displaystyle {\mathsf {\eta '(x)=y'(x)-{\frac {y_{L}-y_{0}}{L}}=0.}}}
Nach dem Mittelwertsatz der Differentialrechnung gibt es einen solchen Ort zwischen den Aufhängepunkten. Bei ungleichhohen Aufhängepunkten ist die Extremstelle der Durchhangkurve η(x) nicht dort, wo das Seil eine waagerechte Tangente hat (bei y'(x) = 0.) Der tiefste Punkt der Seillinie y(x) befindet sich an der Stelle mit y'(x) = 0, falls es sie gibt, oder an einem der Ränder, siehe Bild.

### Seilkräfte
Aus der Seillinie ergeben sich die Seilkräfte
{\displaystyle {\mathsf {V(x)=Hy'(x)\quad \rightarrow \quad S(x)={\sqrt {H^{2}+V^{2}(x)}}=H{\sqrt {1+y'(x)^{2}}}.}}}
```
Die maximale Seilkraft ist dort, wo das Seil die betraglich größte Steigung hat, was in einem der Aufhängepunkte der Fall ist, sofern die Belastung des Seils überall nach unten wirkt.
```

Die tiefste Stelle des Seils ist entweder an den Seilenden oder dort, wo
1. y'(x) = 0 gilt,
2. der Vertikalzug V(x) einen Nulldurchgang hat,
3. die Seilkraft im Minimum ist und
4. die Seilkraft mit dem Horizontalzug übereinstimmt.

### Anpassung an Vorgaben
Die bisher vorliegenden Gleichungen für die Seillinie und die Seilkraft machen keine Aussagen über die Integrationskonstanten C0,1 sowie den Horinzontalzug H und reichen daher für die Auslegung eines Seils im konkreten Anwendungsfall nicht aus; vielmehr müssen diese drei Unbekannten C0,1 und H durch entsprechende (Rand-)Bedingungen bestimmt werden, um daraus die Seillinie und die Kraft im Seil eindeutig festzulegen. Diese Unbekannten können natürlich explizit vorgegeben werden, zumeist werden sie jedoch durch andere Angaben implizit vorgeschrieben, beispielsweise durch
- den maximalen Durchhang,
- die maximale Seilkraft oder
- die Länge des Seils zwischen den Aufhängepunkten: {\displaystyle {\mathsf {\textstyle l:=\int _{0}^{L}{\sqrt {1+y'(x)^{2}}}\,dx}}}.

Während die Bestimmung der Integrationskonstanten noch relativ leicht fällt, bereitet die Berechnung des Horizontalzugs die größeren Schwierigkeiten. Insbesondere die Länge des Seils, obschon eine naheliegende Vorgabe, führt im Allgemeinen auf eine nichtlineare Gleichung, die mit Mitteln der numerischen Mathematik gelöst werden muss.

## Seil unter Einzellast

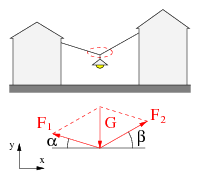
Seil unter Einzellast einer Laterne, die zwischen zwei Häusern aufgehängt ist.

Unter einer Einzellast, gegenüber der die Masse des Seils vernachlässigbar ist, nimmt das Seil eine abschnittsweise gerade Form an, siehe Bild. Wenn mehrere Einzelkräfte am Seil ziehen, entsteht ein Seileck, siehe Seileckverfahren.:172
Die Laterne im Bild halten zwei, von der Laterne aus gesehen im Winkel α bzw. β zur Horizontale ziehende Seilkräfte
{\displaystyle {\mathsf {F_{1}={\frac {G\cos \beta }{\sin(\alpha +\beta )}}}}}   und   {\displaystyle {\mathsf {F_{2}={\frac {G\cos \alpha }{\sin(\alpha +\beta )}}}}}
Wenn sich die Laterne an einer Rolle frei auf dem Seil bewegen kann, dann rollt sie in die Gleichgewichtslage F1 = F2, wo die Winkel α und β gleich sind::157
{\displaystyle {\mathsf {F_{1}=F_{2}={\frac {G}{2\sin \alpha }}.}}}
Denn Kräftegleichgewicht in x- und y-Richtungen liefert mit den Additionstheoremen bei gegebenen Winkeln α und β:
{\displaystyle {\begin{aligned}{\mathsf {\sum _{i}F_{ix}=}}&{\mathsf {F_{2}\cos \beta -F_{1}\cos \alpha =0}}\\&{\mathsf {\rightarrow \quad F_{2}={\frac {\cos \alpha }{\cos \beta }}F_{1}}}\\{\mathsf {\sum _{i}F_{iy}=}}&{\mathsf {F_{1}\sin \alpha +F_{2}\sin \beta -G}}\\=&{\mathsf {F_{1}\sin \alpha +{\frac {\sin \beta \cos \alpha }{\cos \beta }}F_{1}-G=0}}\end{aligned}}}
woraus obige Gleichungen folgen.

## Seil unter externer Streckenlast
Eine in guter Näherung konstante externe Streckenlast wirkt auf ein Seil, wenn etwa
- am Seil, wie bei Hängebrücken, an vielen gleichverteilten Punkten dieselbe Last hängt,
- das Seil unter Eigengewicht einen nur geringen Durchhang hat oder
- ein Seil von zwei Schiffen durch das Wasser gezogen wird (oder ein Handlot bei der Fahrt durch Wasser gezogen wird).

Bei konstanter Streckenlast q(x) = q0 ergibt sich aus obiger Formel die Seillinie und Durchhangkurve
{\displaystyle {\begin{aligned}{\mathsf {y'(x)=}}&{\mathsf {{\frac {1}{H}}\int _{0}^{x}q_{0}\,d\xi +C_{1}={\frac {q_{0}}{H}}x+C_{1}}}\\{\mathsf {y(x)=}}&{\mathsf {{\frac {1}{H}}\int _{0}^{x}\int _{0}^{\xi }q_{0}\,d\chi \,d\xi +C_{1}x+C_{0}={\frac {q_{0}}{2H}}x^{2}+C_{1}x+C_{0}}}\\{\mathsf {\eta (x)=}}&{\mathsf {-{\frac {q_{0}}{2H}}x(L-x)}}.\end{aligned}}}
Bei konstanter Streckenlast stellt sich also eine parabelförmige Seillinie ein. Die #Seilkräfte lauten:
{\displaystyle {\begin{aligned}{\mathsf {V}}=&{\mathsf {Hy'=q_{0}x+C_{1}H}}\\{\mathsf {S}}=&{\mathsf {H{\sqrt {1+y'^{2}}}={\sqrt {H^{2}+\left(q_{0}x+C_{1}H\right)^{2}}}}}\end{aligned}}}
Die Seillänge berechnet sich aus dem Integral {\displaystyle {\mathsf {\textstyle l=\int _{0}^{L}{\sqrt {1+y'(x)^{2}}}\,dx.}}} Mit der Substitution {\displaystyle {\mathsf {z=y'(x)={\tfrac {2n}{L}}x+C_{1}}}} und {\displaystyle {\mathsf {n={\tfrac {q_{0}L}{2H}}}}} resultiert
{\displaystyle {\begin{aligned}{\mathsf {l}}=&{\mathsf {\int _{0}^{L}{\sqrt {1+y'(x)^{2}}}\,dx=\int _{C_{1}}^{C_{1}+2n}{\sqrt {1+z^{2}}}{\frac {L}{2n}}\,dz={\frac {L}{4n}}\left[\operatorname {arsinh} (z)+z{\sqrt {1+z^{2}}}\right]_{C_{1}}^{C_{1}+2n}}}\\=&{\mathsf {{\frac {L}{4n}}{\Big [}(C_{1}+2n){\sqrt {1+(C_{1}+2n)^{2}}}-C_{1}{\sqrt {1+C_{1}^{2}}}}}\\&{\mathsf {\qquad +\operatorname {arsinh} (C_{1}+2n)-\operatorname {arsinh} (C_{1}){\Big ]}}}\end{aligned}}}
Darin bildet arsinh die Umkehrfunktion zum Sinus hyperbolicus. Nun liegen also fünf Gleichungen für die Seilkräfte, die Seillinie und -länge vor. Mit der Vorgabe von deren Werten an bestimmten Stellen, insbesondere an den Aufhängepunkten, werden die Integrationskonstanten bestimmt.
Ist beispielsweise das linke Lager bei x = 0 in der Höhe y0 und das rechte Lager bei x = L in der Höhe yL, dann lautet die Seillinie
{\displaystyle {\mathsf {y(x)={\frac {q_{0}}{2H}}x^{2}+\left({\frac {y_{L}-y_{0}}{L}}-{\frac {q_{0}L}{2H}}\right)x+y_{0}}}}
und die Seillänge:
{\displaystyle {\begin{aligned}{\mathsf {l}}=&{\mathsf {{\frac {L}{4n}}{\Big [}(m+n){\sqrt {1+(m+n)^{2}}}-(m-n){\sqrt {1+(m-n)^{2}}}}}\\&{\mathsf {\qquad +\operatorname {arsinh} (m+n)-\operatorname {arsinh} (m-n){\Big ]}.}}\end{aligned}}}
Darin ist {\displaystyle {\mathsf {m={\tfrac {y_{L}-y_{0}}{L}}}}} die Steigung der Verbindungsgerade der Aufhängepunkte.
Wenn dann noch der Horizontalzug H bekannt ist, durch direkte Vorgabe oder nach Berechnung aus einer anderen Größe, lassen sich alle anderen Kräfte und Maße ebenfalls ermitteln. Die Bestimmung des Horizontalzuges ist im Allgemeinen das größte Problem bei der Lösung und der Weg über die Seillänge ist, obwohl aufwändig, so doch naheliegend. Mit numerischen Mitteln ist die Lösung jedenfalls möglich.

Die über der Horizontalen aufgetragene Belastung nimmt zu den Aufhängepunkten immer mehr zu. (Die rote Linie kennzeichnet die Tiefpunkte.)

## Seil unter Eigengewicht

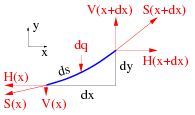
Am Seilstück (blau) angreifende Kräfte (rot)

Das Eigengewicht ist eine immer vorhandene Belastung von Seilen und hat daher eine besondere Relevanz. Bei nur geringem Durchhang ist die Streckenlast des Seils infolge seines Gewichts etwa konstant und das Seil kann wie im vorangegangenen Abschnitt berechnet werden. Diese Sichtweise verbietet sich mit zunehmendem Durchhang, denn die über der Horizontalen aufgetragene Belastung nimmt zu den Aufhängepunkten immer mehr zu,:173 siehe kleines Bild. Im freigeschnittenen Seilstück (siehe Abbildung oben) bedeutet Gleichgewicht in x-Richtung:
```
Weil die 
Gewichtskraft
 vertikal zieht, ist der Horizontalzug konstant.
```

In vertikaler Richtung zieht die Gewichtskraft dq = γ A ds, die sich aus der Wichte γ, der Querschnittsfläche A und der Länge ds zusammensetzt, am Seilstück:
{\displaystyle {\begin{aligned}{\mathsf {V(x+dx)-\gamma Ads-V(x)}}=&{\mathsf {V(x+dx)-\gamma A{\sqrt {dx^{2}+dy^{2}}}-V(x)}}\\=&{\mathsf {V(x+dx)-\gamma A{\sqrt {1+y'^{2}}}dx-V(x)=0}}\\{\mathsf {\rightarrow V'}}:=&{\mathsf {\lim \limits _{dx\to 0}{\frac {V(x+dx)-V(x)}{dx}}=Hy''=\gamma A{\sqrt {1+y'^{2}}}}}\\{\mathsf {\rightarrow y''}}=&{\mathsf {{\frac {\gamma A}{H}}{\sqrt {1+y'^{2}}}}},\end{aligned}}}
denn die Steigung entspricht, wie oben gezeigt, dem Verhältnis des Vertikalzugs V zum Horizontalzug H. Zweimalige Integration liefert die mit den Hyperbelfunktionen sinh und cosh ausgedrückte Kettenlinie
{\displaystyle {\begin{aligned}{\mathsf {y'=}}&{\mathsf {\sinh \left({\frac {\gamma A}{H}}x+C_{1}\right)}}\\{\mathsf {\rightarrow \quad y=}}&{\mathsf {{\frac {H}{\gamma A}}\cosh \left({\frac {\gamma A}{H}}x+C_{1}\right)+C_{0}}}.\end{aligned}}}
Die Länge l des Seils ist
{\displaystyle {\begin{aligned}{\mathsf {l=}}&{\mathsf {\int _{0}^{L}{\sqrt {1+y'^{2}}}\,dx=\left[{\frac {H}{\gamma A}}\sinh \left({\frac {\gamma A}{H}}x+C_{1}\right)\right]_{0}^{L}}}\\=&{\mathsf {{\frac {H}{\gamma A}}\sinh \left({\frac {\gamma A}{H}}L+C_{1}\right)-{\frac {H}{\gamma A}}\sinh(C_{1})}}\end{aligned}}}
und die Kräfte im Seil sind
{\displaystyle {\mathsf {V=Hy'=H\sinh \left({\frac {\gamma A}{H}}x+C_{1}\right)}}}   sowie   {\displaystyle {\mathsf {S=H{\sqrt {1+y'^{2}}}=H\cosh \left({\frac {\gamma A}{H}}x+C_{1}\right)}}}
Drei dieser Gleichungen werden zur Bestimmung der unbekannten Integrationskonstanten C0,1 und des Horinzontalzugs H herangezogen. Es werden sich nichtlineare, gekoppelte Bestimmungsgleichungen ergeben, deren Lösung numerisch erfolgt.

## Seil unter Einzellast und Eigengewicht

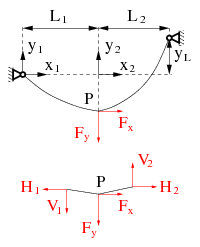
Lageplan des Seils und Freikörperbild im Punkt P

Bei Seilbahnen kann weder das Eigengewicht des Seils noch das der Kabine vernachlässigt werden, sodass es notwendig ist, Einzellast und Eigengewicht als Belastungen zu kombinieren. Die Seilkräfte vor und hinter der Krafteinleitungsstelle wirken jeweils tangential zum Seil und müssen im Gleichgewicht mit der Einzellast sein. Das ist nur möglich, wenn an der Stelle der Einzelkraft ein Knick in der Seillinie ist, die dort dann nicht differenzierbar ist, siehe Bild. Also müssen die Seilstücke vor und hinter der Einzelkraft im Punkt P getrennt betrachtet werden.
Das erste Seilstück wird im x1-y1-System behandelt und läuft vom Lager im Ursprung bis zum Punkt P. Das zweite Seilstück bekommt das x2-y2-System, startet in P und endet im Lager mit den Koordinaten (L2,yL). Der gemeinsame Punkt P hat demnach die Koordinaten (L1,y1) im linken Teilstück bzw. (0,y2) im rechten. In beiden Bereichen gelten die im vorigen Abschnitt hergeleiteten Seillinien:
{\displaystyle {\begin{aligned}{\mathsf {y_{1}=}}&{\mathsf {{\frac {H_{1}}{\gamma A}}\cosh \left({\frac {\gamma A}{H_{1}}}x_{1}+C_{1}\right)+C_{0}}}\\{\mathsf {y_{2}=}}&{\mathsf {{\frac {H_{2}}{\gamma A}}\cosh \left({\frac {\gamma A}{H_{2}}}x_{2}+C_{3}\right)+C_{2}}}\end{aligned}}}
Die Unbekannten Horizontalzüge H1,2 und Integrationskonstanten C0,1,2,3 bestimmen sich aus den Randbedingungen an den Seilenden und im Punkt P:
| Randbedingung                          | Gleichung |
| -------------------------------------- | --- |
| Höhe des Lagers links:                 | y1(0)=y0 |
| Höhe des Lagers rechts:                | y2(L2)=yL |
| Durchhang in P:                        | y1(L1)=y2(0) |
| Horizontales Kräftegleichgewicht in P: | H1=H2+Fx |
| Vertikales Kräftegleichgewicht in P:   | H1y'1(L1)+Fy=H2y'2(0) |
| Seillänge:                             | {\displaystyle {\mathsf {\textstyle l=\int _{0}^{L_{1}}{\sqrt {1+y_{1}'^{2}}}\,dx_{1}+\int _{0}^{L_{2}}{\sqrt {1+y_{2}'^{2}}}\,dx_{2}}}} |

## Beispiel

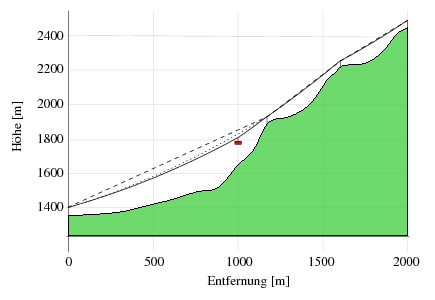
Profil der Luftseilbahn Schwägalp–Säntis. Die Verbindungsgeraden der Aufhängepunkte sind gestrichelt, die Seillinien durchgezogen und die Seillinie im ersten Abschnitt, die sich ohne Kabine ergibt, punktiert dargestellt.

Die Luftseilbahn Schwägalp–Säntis führt von der Schwägalp zur Bergstation auf dem Säntis, siehe Bild. Im Internet sind technische Daten und genaue topographische Karten verfügbar. Die Daten der Seilbahn sind in der Tabelle zusammengestellt.
| Größe                             | Wert         | Einheit |
| --------------------------------- | ------------ | ------- |
| Gewicht der Tragseile             | 12,3         | kg/m    |
| Bruchkraft der Tragseile          | 2350         | kN      |
| Tragseilspanngewicht pro Fahrbahn | 98.000       | kg      |
| Bruttogewicht der Kabine          | 15.890       | kg      |
| Ort der Talstation (x,y)          | (0, 1351)    | m       |
| Ort der ersten Stütze (x,y)       | (1170, 1900) | m       |
| Ort der zweiten Stütze (x,y)      | (1600, 2250) | m       |
| Ort der Bergstation (x,y)         | (2009, 2473) | m       |

Es soll geklärt werden, zu welchem Teil die Bruchkraft der Seile ausgeschöpft wird, wenn die senkrecht nach unten hängende Kabine 1000 m in horizontaler Richtung zurückgelegt hat, also wie im Bild kurz vor der ersten Stütze ist. Reibverluste sollen vernachlässigbar sein.
Weil alle Kräfte in vertikaler Richtung wirken, ist der Horizontalzug im ganzen Seil konstant. Pro Fahrbahn sind zwei Tragseile gespannt, sodass sich die Spann- und Kabinengewichte auf zwei Seile verteilen. Mit der Schwerebeschleunigung von 9,81 m/s2 ergibt sich die Seilkraft S0 in der Talstation, die Einzelkraft F und die Streckenlast zu
{\displaystyle {\begin{aligned}{\mathsf {S_{0}=}}&{\mathsf {{\frac {98{.}000\,kg}{2}}\cdot 9{,}81{\frac {m}{s^{2}}}=481\,kN}}\\{\mathsf {F=}}&{\mathsf {{\frac {15{.}890\,kg}{2}}\cdot 9{,}81{\frac {m}{s^{2}}}=78\,kN}}\\{\mathsf {q_{0}=}}&{\mathsf {12{,}3{\frac {kg}{m}}\cdot 9{,}81{\frac {m}{s^{2}}}=121\,{\frac {N}{m}}}}\end{aligned}}}
Die Unbekannten in den im vorigen Abschnitt ausgearbeiteten Seillinien lauten hier
| Vorgabe                             | Gleichung                                                    |
| ----------------------------------- | ------------------------------------------------------------ |
| Ort P der Einzelkraft               | L1 = 1000 m                                                  |
| Abstand von P zum rechten Lager     | L2 = 170 m                                                   |
|                                     |                                                              |
| Höhe des Lagers links               | y1(0) = 1351 m                                               |
| Höhe des rechten Lagers             | y2(L2) = 1900 m                                              |
| Durchhang in P                      | y1(L1) = y2(0)                                               |
| Seilkraft im linken Lager           | {\displaystyle {\mathsf {H{\sqrt {1+y_{1}'(0)^{2}}}=S_{0}}}} |
| Vertikales Kräftegleichgewicht in P | H y'2(0) = H y'1(L1) + F                                     |

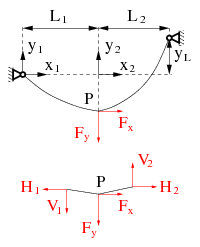
Lageplan des Seils und Freikörperbild im Punkt P

Die Seillänge wird nicht benötigt. Weil ein nur geringer Durchhang beobachtet wird, wird die Gewichtskraft als konstante Streckenlast angenommen, sodass vor und hinter der Kabine die Seillinien
{\displaystyle {\mathsf {y_{1}(x_{1})={\frac {q_{0}}{2H}}x_{1}^{2}+C_{1}x_{1}+C_{0}\quad {\text{und}}\quad y_{2}(x_{2})={\frac {q_{0}}{2H}}x_{2}^{2}+C_{3}x_{2}+C_{2}}}}
gelten. Für die Bestimmung der Unbekannten C0,1,2,3 und H stehen die fünf Gleichungen aus der Tabelle zur Verfügung:
{\displaystyle {\begin{aligned}{\mathsf {y_{1}(0)=}}&{\mathsf {C_{0}=y_{0}}}\\{\mathsf {y_{2}(L_{2})=}}&{\mathsf {{\frac {q_{0}}{2H}}L_{2}^{2}+C_{3}L_{2}+C_{2}=y_{L}}}\\{\mathsf {y_{1}(L_{1})=}}&{\mathsf {{\frac {q_{0}}{2H}}L_{1}^{2}+C_{1}L_{1}+C_{0}=y_{2}(0)=C_{2}}}\\{\mathsf {S_{0}=}}&{\mathsf {H{\sqrt {1+C_{1}^{2}}}}}\\{\mathsf {HC_{3}=}}&{\mathsf {H\left({\frac {q_{0}}{H}}L_{1}+C_{1}\right)+F}}\end{aligned}}}
Dieses Gleichungssystem hat für H>0 die Lösung:
{\displaystyle {\begin{aligned}{\mathsf {H=}}&{\mathsf {p-{\sqrt {p^{2}-q}}=462\,kN}}\\{\mathsf {C_{0}=}}&{\mathsf {y_{0}=1351\,m}}\\{\mathsf {C_{1}=}}&{\mathsf {{\frac {H(y_{L}-y_{0})-M}{LH}}=0{,}2914}}\\{\mathsf {C_{2}=}}&{\mathsf {{\frac {q_{0}L_{1}^{2}}{2H}}+L_{1}C_{1}+y_{0}=1773\,m}}\\{\mathsf {C_{3}=}}&{\mathsf {{\frac {q_{0}}{H}}L_{1}+C_{1}+{\frac {F}{H}}=0{,}7223}}\end{aligned}}}
mit
{\displaystyle {\begin{aligned}{\mathsf {L=}}&{\mathsf {L_{1}+L_{2},\quad M={\frac {q_{0}}{2}}L^{2}+FL_{2},}}\\{\mathsf {p=}}&{\mathsf {{\frac {M(y_{L}-y_{0})}{L^{2}+(y_{L}-y_{0})^{2}}}\quad {\text{und}}\quad q={\frac {M^{2}-L^{2}S_{0}^{2}}{L^{2}+(y_{L}-y_{0})^{2}}}.}}\end{aligned}}}
Am Ort der Kabine berechnen sich damit die Vertikalzüge
{\displaystyle {\begin{aligned}{\mathsf {V_{1}(L_{1})=}}&{\mathsf {q_{0}L_{1}+C_{1}H=256\,kN\quad (261\,kN)}}\\{\mathsf {V_{2}(0)=}}&{\mathsf {C_{3}H=334\,kN\quad (339\,kN)}}\end{aligned}}}
und die Seilkräfte
{\displaystyle {\begin{aligned}{\mathsf {S_{1}(L_{1})}}=&{\mathsf {{\sqrt {H^{2}+V_{1}^{2}(L_{1})}}=528\,kN\quad (531\,kN)}}\\{\mathsf {S_{2}(0)}}=&{\mathsf {{\sqrt {H^{2}+V_{2}^{2}(0)}}=570\,kN\quad (574\,kN)}}\end{aligned}}}
Die Bruchkraft von 2350 kN wird in P nur zu etwa einem Viertel ausgenutzt. In Klammern sind die mit der Kettenlinie berechneten Seilkräfte verzeichnet. Sie liegen sämtlich höher als die hier berechneten, die Abweichungen sind aber kleiner als 3 %.